# Rex Burkhead
(en) Statistiques sur pro-football-reference
Rex Burkhead, né le 2 juillet 1990 à Winchester (Kentucky), est un sportif professionnel américain de football américain ayant joué pendant dix saisons au poste de running back dans la National Football League (NFL).
Sélectionné en 196e choix lors du sixième tour de la draft 2013 par la franchise des Bengals de Cincinnati, il y reste pendant quatre saisons. En 2017, il rejoint les Patriots de la Nouvelle-Angleterre où il reste également quatre saisons. Avec les Patriots, il dispute deux Super Bowls. Il perd le Super Bowl LII (33-41 contre les Eagles de Philadelphie), mais remporte le Super Bowl LIII au terme de la saison 2018 (13-3 contre les Rams de Los Angeles).
Il rejoint ensuite les Texans de Houston en 2021 et y reste deux saisons. Il annonce sa retraite de la NFL pendant l'intersaison 2024.
Au niveau universitaire, il a joué pendant quatre saisons pour les Cornhuskers de l'université du Nebraska au sein de la NCAA Division I FBS (2009-2012). Il y a obtenu un baccalauréat en histoire.